# Pattaya United Football Club
El Pattaya United Football Club fue un equipo de fútbol de Tailandia que militó en la Liga de Tailandia, la máxima categoría de fútbol en el país.

## Historia
Fue fundado en el año 1989 en la ciudad de Sriracha con el nombre Coke-Bagpra Chonburi FC por razones de patrocinio y por varios años vagó en las ligas provinciales hasta el ascenso a la Liga Premier de Tailandia en el año 2008. En su temporada de debut cambiaron su nombre por el actual y se mudaron a la ciudad de Pattaya, terminando la temporada en la undécima posición.
En el año 2015 el club fue vendido a la empresa Enigma Sport Ventures (ESV), con lo que se convirtió en el primer cambio de propietario en la historia del club.
Desapareció en 2018 después de que Tanet Phanichewa, el dueño del club, cambiara el nombre a Samut Prakan City FC y lo reestableciese en la Provincia de Samut Prakan.

## Rivalidades
Los principales rivales del club son de la Provincia de Chonburi, los cuales son el Chonburi FC y el Sriracha FC, en donde los tres anteriormente eran propiedad de la familia Kunpluem.